# ماندی.کام
ماندی.کام (انگلیسی: Monday.com) شرکت نرم‌افزار اسرائیلی است، که در سال ۲۰۱۲ تأسیس شد.